# Nadja
Nadja là cuốn tiểu thuyết nổi tiếng của nhà văn người Pháp André Breton. Tác phẩm được sáng tác vào năm 1928. Cuốn tiểu thuyết dựa trên cuộc đời của một có gái tên là Nadja (tên thật của cô là Léona Camile Ghislaine Delacourt). Đây là cuốn tiểu thuyết thể hiện rõ phong cách siêu thực của Breton. 